# 是戸村
是戸村（これとむら）は、かつて富山県西礪波郡に存在していた村。1954年（昭和29年）1月15日、西礪波郡戸出町と合併。現在は高岡市戸出地区の一部（是戸地区）となっている。現在、チューリップの生産が盛ん。

## 沿革
- 1889年（明治22年）7月1日 - 町村制の施行により、光明寺（こうみょうじ）村、岡御所（おかごしょ）村、竹（たけ）村、竹北新（たけきたしん）村、放寺新（ほうじしん）村、放寺（ほうじ）村、六十歩（ろくじゅうぶ）村及び行兼（ゆきかね）村の区域をもって、是戸村が発足する。
- 1954年（昭和29年）1月15日 -西礪波郡戸出町、東礪波郡北般若村、西礪波郡是戸村及び醍醐村が合併して、戸出町が発足する。
- 1966年（昭和41年）2月10日 - 西礪波郡戸出町が高岡市に編入する。

## 歴代村長
出典→
1. 清都外之助（1889年7月1日 - 1897年12月7日）
2. 清都初太郎（1897年12月8日 - 1901年4月30日）
3. 吉江仁吉（1901年5月1日 - 1902年11月6日）
4. 清都彦右衛門（1902年11月7日 - 1906年11月6日）
5. 沢田佐一郎（1906年11月7日 - 1908年6月21日死亡）
6. 三條忠次郎（1908年7月7日 - 1911年8月26日）
7. 大木彦次（1912年3月1日 - 1914年2月20日）
8. 吉田司太郎（1914年3月30日 - 1922年3月29日）
9. 森井五郎三郎（1922年3月3日 - 1924年2月14日死亡）
10. 菊池太郎（1924年2月25日 - 1928年2月24日）
11. 官浦助三郎（1928年2月25日 - 1936年2月24日）
12. 吉江安郎（1936年2月25日 - 1940年2月24日）
13. 浅香幸太郎（1940年2月25日 - 1941年3月7日）
14. 吉田孫重（1941年3月20日 - 1946年10月30日）
15. 吉江安郎（1946年12月6日 - 1947年8月31日）
16. 吉田重太郎（1947年10月20日 - 1951年10月19日）
17. 上田正明（1951年10月20日 - 1954年1月14日）

## 概要
- 江戸時代、この地域は是戸郷（これとのごう）、正戸郷（まさとのごう）、庄下郷（しょうげのごう）と呼ばれる地域だった。六十歩、放寺、放寺新、竹北新は是戸郷に属し、行兼、岡御所は正戸郷、竹、光明寺は庄下郷に属した。町村制実施の際、このうち最も大きい是戸郷から名前を取り是戸村とした。
- 古く「是戸」は「是遠」とも書かれた。1560年（永禄3年）の書物ではこの地のことを「是遠之郷」と記している。
- 湧水が豊富な庄川扇状地にあり、行兼以外の光明寺、岡御所、竹、放寺新、放寺、六十歩、延島集落は散居村を形成している。行兼集落は千保川左岸自然堤防上の南北方向に成立している。
- 行兼以東、北般若地区西部金屋までの田園地帯は、江戸時代中期まで庄川本流としての千保川が流れており集落は存在しなかった。

## チューリップ

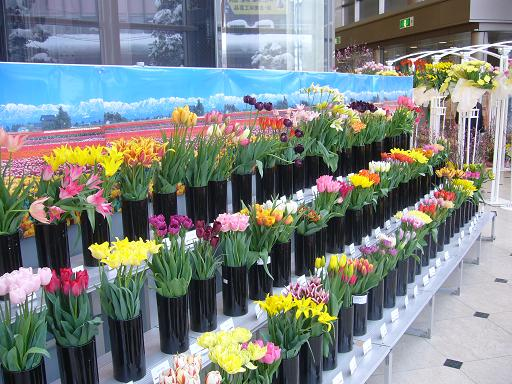
主に是戸地区で生産される高岡チューリップ（2008年（平成20年）2月撮影）

- チューリップは富山県の特産品として知られている。富山県内では高岡市、砺波市、入善町、滑川市がチューリップ四大産地とされ、高岡市で生産されるチューリップのほとんどが是戸地区で栽培される。チューリップ作付面積日本一の農家も当地区にある。
- 4 - 5月、畑一面にチューリップが開花し見物客も訪れる。
- 以前はほとんどを球根として出荷していたが、近年では切り花の生産も盛ん。富山県のチューリップ切り花生産においては是戸地区は主たる地位を占める。
- 水はけの良い庄川扇状地の砂質土壌が栽培に適しているといわれている。
- 露地栽培の他、ビニールハウス栽培も行われ冬季にも出荷が行われている。
- 当地での栽培サイクル（露地栽培の場合）
  - 10,11月 - 種撒き
  - 4,5月 - （球根の場合）摘花。（切り花の場合）出荷
  - 6,7月 - （球根の場合）掘り上げ。乾燥。出荷

## 観光
- 願性寺山門